# حمد اله أباد
حمد اله‌ أباد هي قرية في مقاطعة بارس أباد، إيران. يقدر عدد سكانها بـ 366 نسمة بحسب إحصاء 2016.